# Camerún en los Juegos Olímpicos de Moscú 1980
Camerún estuvo representado en los Juegos Olímpicos de Moscú 1980 por un total de 25 deportistas que compitieron en 5 deportes.  
El equipo olímpico camerunés no obtuvo ninguna medalla en estos Juegos.